# Pietzing

Wappen von Pietzing

Südwestlicher Rand des Dorfkerns von Pietzing, in der Bildmitte im Hintergrund die Dorfkirche und Häuser auf der Anhöhe von Pietzenkirchen

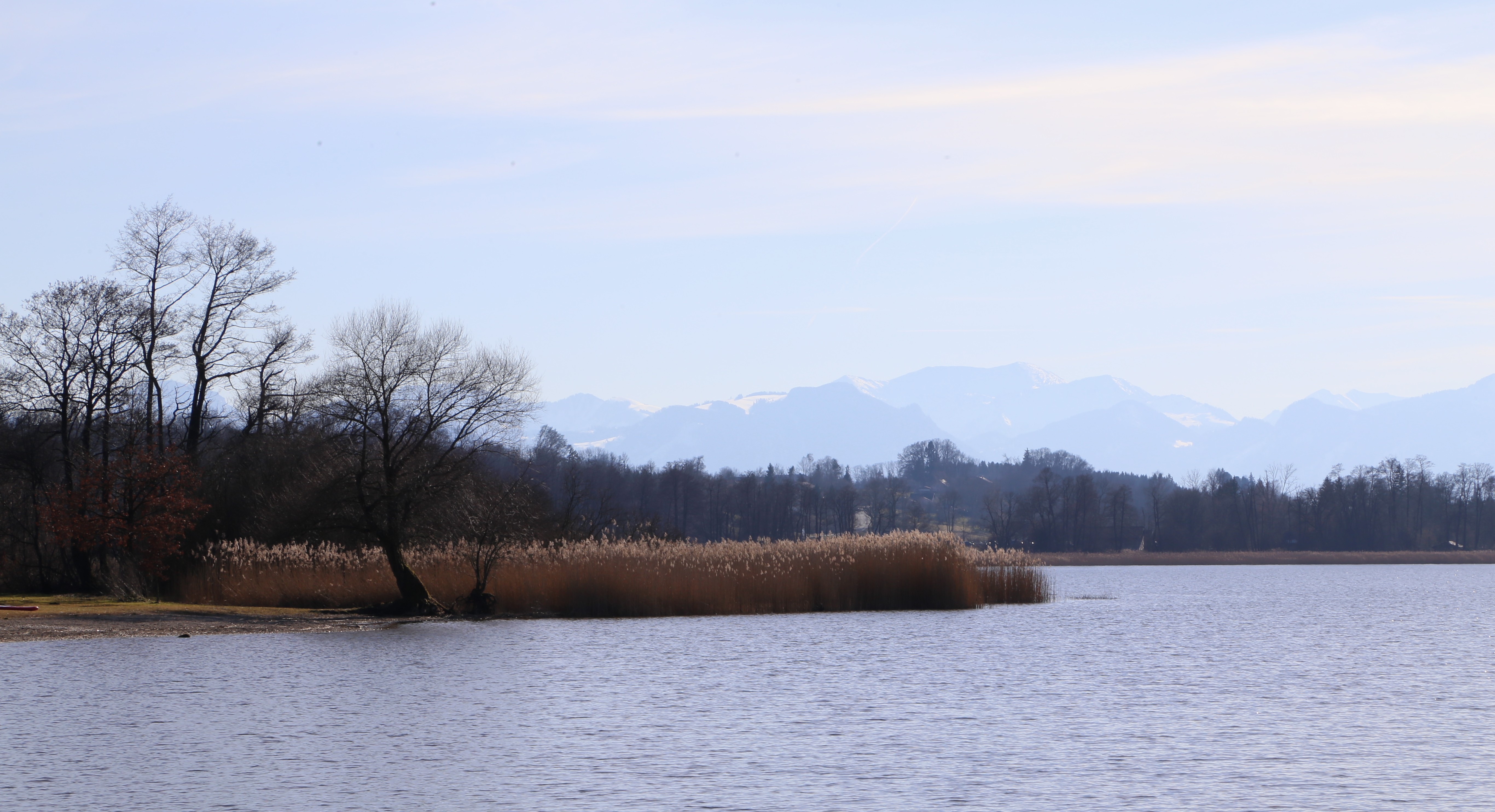
Südufer des Simssees bei Pietzing mit dem Alpenpanorama und dem Großen Traithen im Hintergrund

Pietzing  ist ein Gemeindeteil der Gemeinde Riedering im oberbayerischen Landkreis Rosenheim und eine Gemarkung.

## Geographische Lage
Das Dorf Pietzing liegt am Ostufer des Simssees nahe der Mündung des Fellbachs, knapp vier Kilometer nordöstlich des Ortszentrums von Riedering sowie rund acht Kilometer westlich von Prien am Chiemsee an der Kreisstraße RO 16.

## Geschichte
Die Ersterwähnung des Ortes stammt aus einer 924 in „Rordorf“ (Rohrdorf am Inn) ausgefertigten Tauschurkunde, in der Rihina, geschiedene Gattin des Abterzbischhofs Odalbert von Salzburg, ein Drittel der kirchlichen Einkünfte in „Selihoba“ (Söllhuben) und „Piecinga“ (Pietzing) zugesprochen erhielt und dafür auf die Domäne Seeon und weiteren Besitz verzichtete. Die beiden Kirchen wurden jedoch bereits 927 aus dieser Zahlungsverpflichtung entlassen. 1140 verschenkte Markgraf Engelbert von Kraiburg an das Kloster Frauenchiemsee einen Hof und einen Bauplatz in „villa Pitzingen“. Am 25. November 1314 trat Ruger von Schalchem dem Kloster Frauenchiemsee den Baumgarten zu „Pletzing“ ab.
Die Gemeinde Pietzing hatte bei der Volkszählung 1961 470 Einwohner und 21 Orte, 1970 waren es 23 Orte und 477 Einwohner, hinzugekommen waren Asbichl und Herrgottswinkel. Am 30. April 1978 wurde Pietzing als Gemeinde aufgelöst. Die Orte Herrgottswinkel, Hitzing, Kindlpoint und Ratzing wurden nach Rimsting eingemeindet, Asbichl, Kronlohe und Ulperting wurden in den Markt Bad Endorf eingegliedert, Ackersdorf, Anisag, Erlachmühle, Irnkam, Kinten, Mangolding, Moosen, Oberachthal, Obermühl, Ofenwinkl, Pietzenberg, Pietzenkirchen, Pietzing, Schralling, Stadl und Unterachthal wurden nach Riedering umgegliedert.

### Demographie
| Jahr | Einwohnerzahl | Anmerkungen |
| ---- | ------------- | --- |
| 1840 | 339           | [ 9 ] |
| 1853 | 310           | in 70 Familien |
| 1861 | 338           | [ 9 ] |
| 1871 | 340           | am 1. Dezember in 66 Wohngebäuden, verteilt auf 24 Wohnorte                                                        |
| 1880 | 340           | [ 9 ] |
| 1900 | 392           | [ 9 ] |
| 1910 | 407           | [ 9 ] |
| 1919 | 447           | [ 9 ] |
| 1925 | 437           | [ 9 ] |
| 1933 | 428           | [ 9 ] |
| 1939 | 408           | [ 9 ] |
| 1946 | 636           | [ 9 ] |
| 1952 | 525           | [ 9 ] |
| 1961 | 470           | [ 6 ] |
| 1970 | 477           | [ 7 ] |
| 1977 | 421           | am 31. Dezember, ohne die Wohnorte Hitzing, Kindlpoint, Ratzing, Kronlohe und Ulperting sowie das Einödgut Asbichl |

## Kirchspiel
Die Katholiken von Pietzing besuchen die Kirche in Pietzenkirchen, die eine Filiale der Pfarrei in Söllhuben ist und deren Patrone der hl. Stephanus und der hl. Laurentius sind.